# الخطوط الجوية الدولية السويسرية

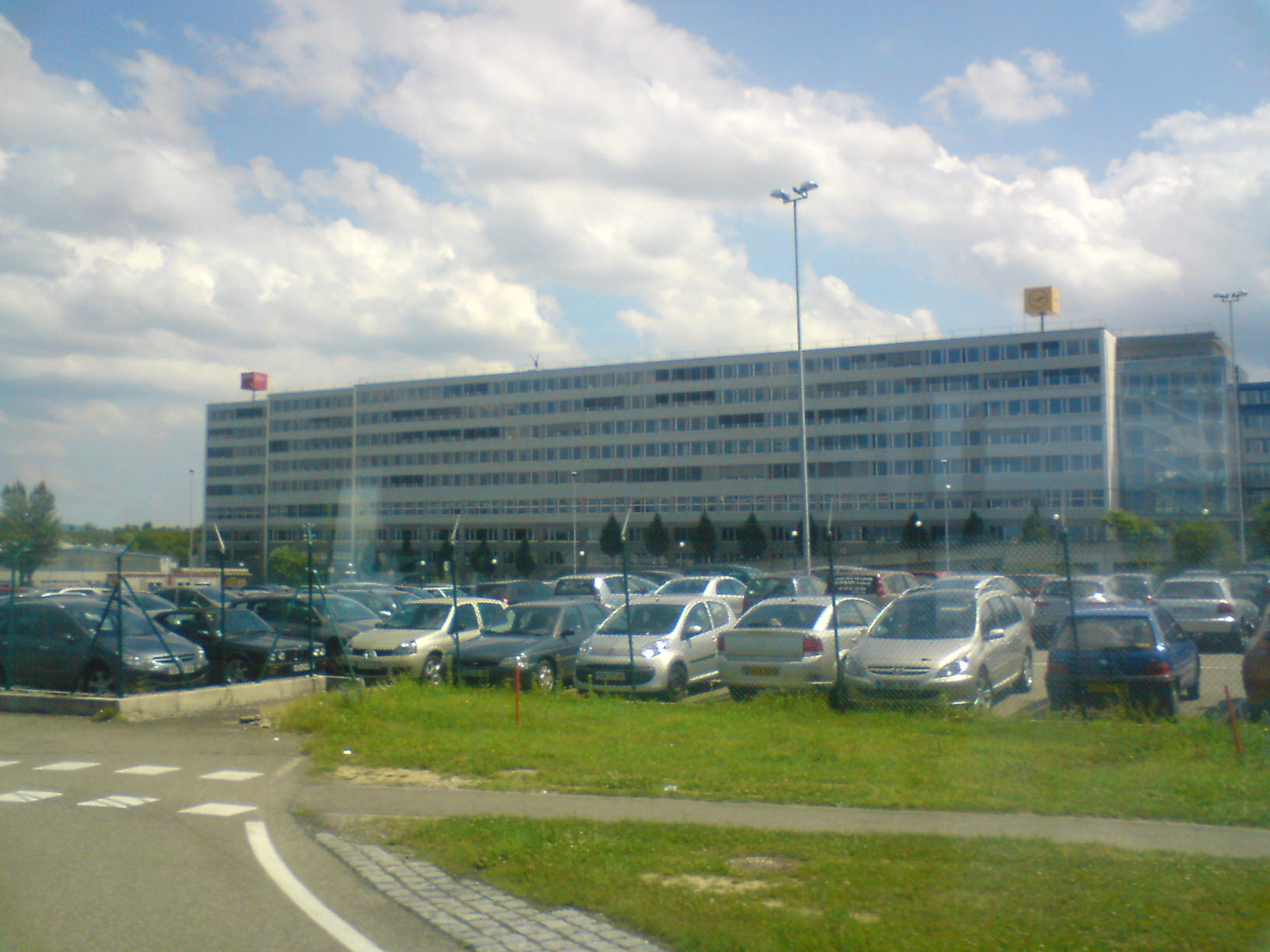
المقر الرئيسي للشركة

الخطوط الجوية الدولية السويسرية (بالإنجليزية: Swiss International Air Lines) هي شركة الطيران الرسمية في سويسرا، يقع مقرها الرئيسي في مدينة بازل ثالث أكبر المدن السويسرية وتتخذ من مطار زيورخ الدولي مركزاً لعملياتها بالإضافة لمركزها الثاني في مطار جنيف، أنشأت الشركة عام 2001 بعد إفلاس شركة سويسرا للطيران وشراء لوفتهانزا للشركة المفلسة بالكامل، وتم إعادة هيكلة الشركة وأُعيد انطلاقها من جديد تحت اسم الخطوط الجوية الدولية السويسرية، وتقدم الشركة خدماتها لأكثر من 75 وجهة حول العالم، وتعد الخطوط السويسرية عضو في تحالف ستار العالمي.

## الوجهات

### اتفاقية الرمز المشترك
لدى السويسرية اتفاقية الرمز المشترك مع الشركات التالية:
- طيران كندا
- طيران الصين
- الخطوط الجوية الفرنسية
- طيران الهند[5]
- طيران مالطا
- خطوط كل اليابان الجوية
- خطوط آسيانا الجوية
- الخطوط الجوية النمساوية
- أفيانكا
- خطوط بروكسل الجوية
- كاثي باسيفيك
- الخطوط الجوية الكرواتية
- إديلويس إير (تابعة)
- مصر للطيران
- يورو وينجز
- خطوط لوت الجوية البولندية
- لوفتهانزا
- الخطوط الجوية الإسكندنافية
- الخطوط الجوية السنغافورية
- خطوط جنوب إفريقيا الجوية
- تاب برتغال
- الخطوط الجوية الدولية التايلاندية
- الخطوط الجوية المتحدة
- فيستارا[6]

### الاتفاقيات المشتركة
لدى السويسرية اتفاقيات مشتركة مع شركات الطيران التالية:
- الخطوط الجوية الأرجنتينية
- طيران المكسيك
- طيران أوسترال
- Air Dolomiti
- طيران موريشيوس
- الخطوط الجوية الأمريكية
- طيران بانكوك
- الخطوط الجوية البريطانية
- الخطوط الجوية الصينية
- خطوط شرق الصين الجوية
- خطوط جنوب الصين الجوية
- كوندور للطيران
- خطوط دلتا الجوية
- طيران الإمارات
- فين إير
- Gol Transportes Aéreos
- طيران الخليج
- Helvetic Airways
- أيبيريا (شركة طيران)
- طيران آيسلندا
- إيتا (شركة طيران)[7]
- الخطوط الجوية اليابانية
- خطوط جيت ستار الجوية
- الخطوط الجوية الكينية
- الخطوط الجوية الملكية الهولندية
- كوريا للطيران
- خطوط لان الجوية
- لوكس إير
- الخطوط الجوية الماليزية
- خطوط ماندارين الجوية
- طيران الشرق الأوسط
- الطيران العماني
- الخطوط الجوية الدولية الباكستانية
- بريسيجن إير
- كانتاس
- الخطوط الجوية القطرية
- روسيه (خطوط جوية)
- الخطوط السعودية
- خطوط شانغهاي الجوية
- صن إكسبريس
- الخطوط الجوية السريلانكية
- الخطوط الجوية التركية
- الخطوط الجوية الفيتنامية
- خطوط فيرجن أتلانتيك الجوية

## الأسطول

### الأسطول الحالي
اعتبارًا من مارس 2023، تشغل الخطوط الجوية الدولية السويسرية (باستثناء فرعها إديلويس إير) الطائرات التالية.
| الطائرة            | في الخدمة | مطلوبة | الركاب     | الركاب       | الركاب            | الركاب     | الركاب     | الركاب     | ملاحظات                                                                                |
| الطائرة            | في الخدمة | مطلوبة | الأولى     | رجال الأعمال | السياحية المتميزة | السياحية   | المجموع    | مراجع      | ملاحظات                                                                                |
| ------------------ | --------- | ------ | ---------- | ------------ | ----------------- | ---------- | ---------- | ---------- | -------------------------------------------------------------------------------------- |
| إيرباص إيه 220-100 | 9         | —      | —          | 12           | —                 | 113        | 125        | [ 13 ]     | [ 14 ]                                                                                 |
| إيرباص إيه 220-300 | 21        | —      | —          | 18           | —                 | 127        | 145        | [ 15 ]     |                                                                                        |
| إيرباص إيه 320     | 10        | —      | —          | 20           | —                 | 160        | 180        | [ 16 ]     | 8 موروثة من سويسرا للطيران. طائرة واحدة بكسوة تحالف ستار.                              |
| إيرباص إيه 320 نيو | 6         | 11     | —          | 20           | —                 | 160        | 180        | [ 16 ]     | [ 19 ]                                                                                 |
| إيرباص إيه 321-100 | 3         | —      | —          | 32           | —                 | 187        | 219        | [ 20 ]     | جميعها موروثة من سويسرا للطيران.                                                       |
| إيرباص إيه 321-200 | 3         | —      | —          | 32           | —                 | 187        | 219        | [ 20 ]     |                                                                                        |
| إيرباص إيه 321 نيو | 2         | 6      | —          | 32           | —                 | 187        | 219        | [ 20 ]     | يمكن تغيير بعض الطلبات إلى إيرباص إيه 320 إكس إل أر.                                   |
| إيرباص إيه 330     | 14        | —      | 8          | 45           | —                 | 183        | 236        | [ 22 ]     |                                                                                        |
| إيرباص إيه 330     | —         | —      | 4          | 43           | 21                | 159        | 227        | [ 23 ]     |                                                                                        |
| إيرباص إيه 340     | 5         | —      | 8          | 47           | —                 | 168        | 223        | [ 24 ]     | ستحل محلها طائرة إيرباص إيه 350-900 بحلول منتصف عام 2025. ستنقل طائرة إلى إديلويس إير. |
| إيرباص إيه 350     | —         | 5      | يعلن لاحقا | يعلن لاحقا   | يعلن لاحقا        | يعلن لاحقا | يعلن لاحقا | يعلن لاحقا | يبدأ التسليم في 2025 وهو جزء من طلب لوفتهانزا لاستبدال إيرباص إيه 340.                 |
| بوينغ 777          | 12        | —      | 8          | 62           | 24                | 226        | 320        | [ 29 ]     |                                                                                        |
| المجموع            | 85        | 22     |            |              |                   |            |            |            |                                                                                        |

### الأسطول التاريخي
| الطائرة                 | المجموع | أدخلت | سحبت | استبدلت ب          | ملاحظات                 |
| ----------------------- | ------- | ----- | ---- | ------------------ | ----------------------- |
| إيرباص إيه 319          | 8       | 2002  | 2020 | إيرباص إيه 220     | أخذت من سويسرا للطيران. |
| إيرباص إيه 330          | 15      | 2002  | 2012 | إيرباص إيه 330     | أخذت من سويسرا للطيران. |
| بريتش ايروسبيس 146      | 4       | 2002  | 2007 | إيرباص إيه 320     | أخذت من Crossair.       |
| بريتش ايروسبيس 146      | 24      | 2002  | 2017 | إيرباص إيه 220     | أخذت من Crossair.       |
| إمبراير إي آر جيه 145   | 25      | 2002  | 2007 | إيرباص إيه 320     | أخذت من Crossair.       |
| ماكدونل دوغلاس أم دي-11 | 16      | 2002  | 2005 | إيرباص إيه 340     | أخذت من سويسرا للطيران. |
| ماكدونل دوغلاس إم دي-82 | 1       | 2003  | 2005 | إيرباص إيه 320     | أخذت من Crossair.       |
| ماكدونل دوغلاس إم دي-83 | 10      | 2002  | 2005 | إيرباص إيه 320     | أخذت من Crossair.       |
| ساب 340                 | 2       | 2002  | 2004 | بريتش ايروسبيس 146 | أخذت من Crossair.       |
| ساب 2000                | 31      | 2002  | 2005 | بريتش ايروسبيس 146 | أخذت من Crossair.       |

## وصلات خارجية
- الموقع الرسمي للشركة (بالإنجليزية)
- تفاصيل أسطول الخطوط الجوية السويسرية (بالإنجليزية)